# Cuba (paquebot de 1923)
Pour les articles homonymes, voir Cuba (homonymie).
Mis en service en 1923 pour la Compagnie générale transatlantique, le paquebot Cuba est réquisitionné en 1940 et sert alors de transport de troupes jusqu'à son torpillage en 1945.

## Histoire

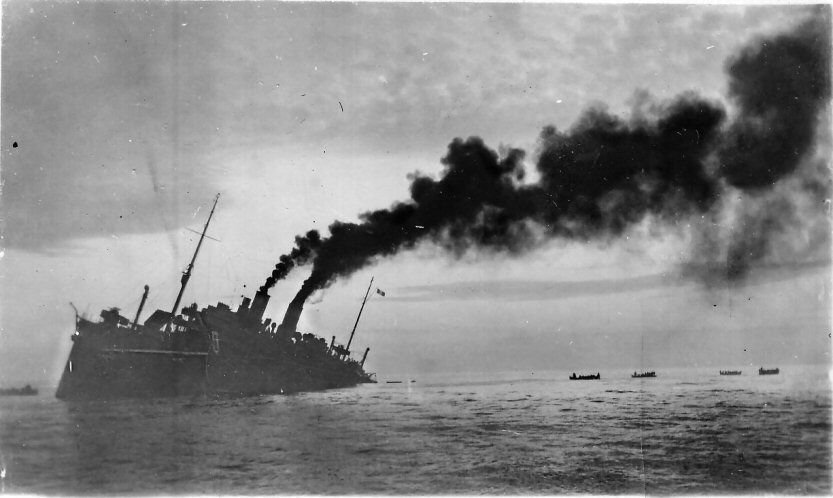
Le Cuba, en train de sombrer.

Lancé le 20 novembre 1922 pour la Compagnie générale transatlantique, il est mis en service en mai 1923 sur la ligne Saint-Nazaire-La Havane-Vera Cruz. En 1930, il est transféré à la ligne de Colón au Panama.
Puis, en 1935, il est affecté à la ligne reliant Le Havre, Southampton, Les Antilles et la Côte Ferme avec le Colombie. Le navire est alors repeint en blanc comme tous les navires de cette ligne.
Tout comme le Colombie, il fera des croisières dans le nord de l'Europe mais la Seconde Guerre mondiale met fin à cela.
Il fait partie du convoi HXF 9 parti d'Halifax le 17 novembre 1939 pour arriver à Bordeaux avec à son bord un millier de soldats français.
Le 31 octobre 1940, il est arraisonné par le croiseur auxiliaire HMS Moreton Bay à l'ouest des îles Canaries. Alors réquisitionné et géré par la Cunard Line, il est transformé en transport de troupes à la fin de l'année 1941 avec 223 membres d'équipage, 29 artilleurs, 10 membres de l'état-major et 3 signaleurs.
Il effectue ainsi le transport de militaires en Afrique mais également en Inde, avant de rester en Méditerranée à partir de 1943 pour le transport de troupes d'Algérie et de Tunisie vers l'Italie.
À partir de décembre 1944, il est transféré en Manche pour participer au transport de troupes de Portsmouth au Havre.
Cependant, alors qu'il navigue au sein du convoi militaire VWP 16 le 6 avril 1945, une torpille est aperçue. Tandis que les autres navires du convoi ralentissent l'allure pour éviter de déclencher le sonar de la torpille, le Cuba accélère en espérant atteindre le port à temps, la torpille finit par le percuter au large de Bembridge à la position 50° 36′ N, 0° 57′ O.
Un seul mort faisant partie de l'équipage est à déplorer, le reste de l'équipage et des troupes à bord est ramené à terre en toute sécurité.
Le sous-marin allemand U-1195 qui avait envoyé la torpille sera coulé le lendemain par le destroyer HMS Watchman qui escortait le convoi à la position 50° 33′ 17″ N, 0° 56′ 09″ O.
Il est le dernier navire marchand français coulé durant la Seconde Guerre mondiale.

## Croisières
Le Cuba a fait quelques croisières durant sa période d'activité.
En voici une liste non exhaustive :
- croisière en Arctique du 28 juillet au 18 aout 1931
- croisière médicale dans les capitales nordiques du 14 juillet au 4 aout 1932
- croisière à Londres pour le couronnement du roi d'Angleterre George VI du 11 au 13 mai 1937
- croisière médicale en Norvège et au Spitzberg du 1er au 17 aout 1937
- week-end à Amsterdam et à Londres du 12 au 16 aout 1938
- croisière dans les capitales nordiques du 10 au 21 aout 1939